# Rocket jumping
Rocket jumping – technika w strzelankach pierwszoosobowych polegająca na wymierzeniu wyrzutni rakiet lub podobnej broni w ziemię lub ścianę oraz wystrzelenie i skok w tym samym czasie. Wybuch pocisku potrafi unieść postać gracza na duże wysokości oraz pozwala mu przemierzyć dalekie dystanse, umożliwiając dostanie się do miejsc w inny sposób niedostępnych. Zazwyczaj poprzez wykonanie tej techniki postać doznaje obrażeń. W wielu grach poprawnie wykonany rocket jump skutkuje minimalnymi obrażeniami i dużym odrzutem. Dodatkowo w grach z wyłączonym zadawaniem obrażeń członkom swojego zespołu gracz może wykorzystać tę technikę do podrzucenia kogoś innego.  Technika ta jest wykorzystywana głównie w grach zawodowych i speedrunningu. W grze Quake III: Arena niektóre z botów korzystają z techniki rocket jumpingu.